# Guðrun Laugar
Guðrun Laugar is de enige opera van de Noorse componist Sigurd Islandsmoen. Het oeuvre van die componist is vrij klein, aangezien hij zich muzikaal ver buiten de muzikale centra van Noorwegen, Oslo en Bergen bevond. Hij was koordirigent en organist in Moss. In Oslo en Bergen werd klassieke muziek beoefend uit de klassieke muziek van de 20e eeuw, terwijl Islandsmoen zeer behoudend componeerde. Hij moest dan ook vaak zelf de premières verzorgen van zijn eigen werken en dat gold ook voor zijn enige opera. Hij was zelf inmiddels 82 jaar oud, toen deze opera in première ging. Hij had daarbij wel het voordeel dat hij zijn eigen koor en orkest (grotendeels bestaande uit amateurs) tot zijn beschikking had. Drie maanden later stierf de componist.
Het libretto was van hemzelf. Het zou daarbij gaan om (een deel van) het levensverhaal van de heldin Guðrún Ósvífursdóttir geboren op de boerderij Laugar in Sælingsdalur, IJsland. 